# Mistrovství Asie ve sportovním lezení 2017
Mistrovství Asie ve sportovním lezení 2017 (anglicky: Asian Continental Championship) se uskutečnilo již po pětadvacáté, v íránském Teheránu v Mega Pars Complexu ve třech disciplínách (v lezení na obtížnost, rychlost a v boulderingu) a teké v lezení týmů na rychlost.

## Průběh závodů
Celkem měli domácí závodníci 8 finalistů, zlato získal Reza Alipourshenazandifar v lezení na rychlost, nejlepší čas měl ve finále standardní 15m cesty 5,62 s. Finále v lezení na obtížnost a v boulderingu ovládli Japonci, kteří si odvezli 10 z 12 medailí, v lezení na rychlost putovaly tři medaile do Indonésie, kde z žen měla nejlepší čas ve finále Puji Lestari 8,21 s.

### Výsledky mužů a žen
| obtížnost             | obtížnost               | rychlost                     | rychlost                | bouldering              | bouldering               |
| --------------------- | ----------------------- | ---------------------------- | ----------------------- | ----------------------- | ------------------------ |
| muži                  | ženy                    | muži                         | ženy                    | muži                    | ženy                     |
| 1. Kokoro Fudžii      | 1. Aja Onoe             | 1. Reza Alipourshenazandifar | 1. Puji Lestari         | 1. Kokoro Fudžii        | 1. Akijo Noguči          |
| 2. Qu HaiBinu         | 2. Akijo Noguči         | 2. Čung Čchi-sin             | 2. YiLing Song          | 2. Jošijuki Ogata       | 2. Aja Onoe              |
| 3. Jošijuki Ogata     | 3. Mei Kotake           | 3. Aspar Jaelolo             | 3. Aries Susanti Rahayu | 3. Keita Watabe         | 3. Puntarika Tunyavanich |
|                       |                         |                              |                         |                         |                          |
| 4. ZiDa Ma            | 4. Elnaz Rekabi         | 4. Ehsan Asrar               | 4. Santi Wellyanti      | 4. Tomoa Narasaki       | 4. Rahil Ramezani        |
| 5. Khosro Hashemzadeh | 5. Abdul Rohma Syarifah | 5. Hinayah Muhammad          | 5. Rajiah Sallsabillah  | 5. YuFei Pan            | 5. Rong Jiang            |
| 6. YuFei Pan          | 6. La-mu Žen-čching     | 6. Sabri Sabri               | 6. Tamara Kuzněcovová   | 6. Gholamali Baratzadeh | 6. La-mu Žen-čching      |
| 7. Ahmadreza Solgi    | 7. Hung Ying Lee        | 7. Mehdi AliPourShena        | 7. Di Niu               | —                       | —                        |
| 8. Ka-chun Yau        | 8. Hsiu-Ju Lin          | 8. Sufriyanto Rindi          | 8. Fitriyani Fitriyani  | —                       | —                        |
| 8 finalistů           | 8 finalistek            | 4/8 finalistů                | 4/8 finalistek          | 6 finalistů             | 6 finalistek             |
| 25 semifinalistů      | 25 semifinalistek       | 16 semifinalistů             | 16 semifinalistek       | 20 semifinalistů        | 19 semifinalistek        |
| 36 mužů               | 30 žen                  | 29 mužů                      | 25 žen                  | 36 mužů                 | 27 žen                   |

### Medaile podle zemí
| pořadí | stát      | Zlatá medaile | Stříbrná medaile | Bronzová medaile | celkem |
| ------ | --------- | ------------- | ---------------- | ---------------- | ------ |
| 1.     | Japonsko  | 4             | 3                | 3                | 10     |
| 2.     | Indonésie | 1             | 0                | 2                | 3      |
| 3.     | Írán      | 1             | 0                | 0                | 1      |
| 4.     | Čína      | 0             | 3                | 0                | 3      |
| 5.     | Thajsko   | 0             | 0                | 1                | 1      |

### Zúčastněné země
| (dle nejlepšího závodníka) | (dle nejlepšího závodníka) | (dle nejlepšího závodníka) | (dle nejlepšího závodníka) | (dle nejlepšího závodníka) | (dle nejlepšího závodníka) | (dle nejlepšího závodníka) |
|                            | obtížnost                  | obtížnost                  | rychlost                   | rychlost                   | bouldering                 | bouldering                 |
| muži                       | ženy                       | muži                       | ženy                       | muži                       | ženy                       |                            |
| -------------------------- | -------------------------- | -------------------------- | -------------------------- | -------------------------- | -------------------------- | -------------------------- |
| 1.                         | Japonsko                   | Japonsko                   | Írán                       | Indonésie                  | Japonsko                   | Japonsko                   |
| 2.                         | Čína                       | Írán                       | Čína                       | Čína                       | Čína                       | Thajsko                    |
| 3.                         | Írán                       | Indonésie                  | Indonésie                  | Kazachstán                 | Írán                       | Írán                       |
| 4.                         | Hongkong                   | Čína                       | Kazachstán                 | Írán                       | Hongkong                   | Čína                       |
| 5.                         | Jižní Korea                | Čínská Tchaj-pej           | Jižní Korea                | Japonsko                   | Indonésie                  | Čínská Tchaj-pej           |
| 6.                         | Indonésie                  | Thajsko                    | Singapur                   | —                          | Thajsko                    | Kazachstán                 |
| 7.                         | Kazachstán                 | Kazachstán                 | Japonsko                   | —                          | Singapur                   | Indonésie                  |
| 8.                         | Thajsko                    | Hongkong                   | Hongkong                   | —                          | Jižní Korea                | Hongkong                   |
| 9.                         | Singapur                   | —                          | —                          | —                          | Kazachstán                 | —                          |
| 10.                        | Čínská Tchaj-pej           | —                          | —                          | —                          | Čínská Tchaj-pej           | —                          |
| (10)                       | 10                         | 8                          | 8                          | 5                          | 10                         | 8                          |